# Shanghai Madness
Pour plus de détails, voir Fiche technique et Distribution.
Shanghai Madness est un film dramatique américain de 1933 réalisé par John G. Blystone et mettant en vedette Spencer Tracy, Fay Wray, Ralph Morgan et Albert Conti. Il a été publié par Fox Film Corporation.

## Distribution

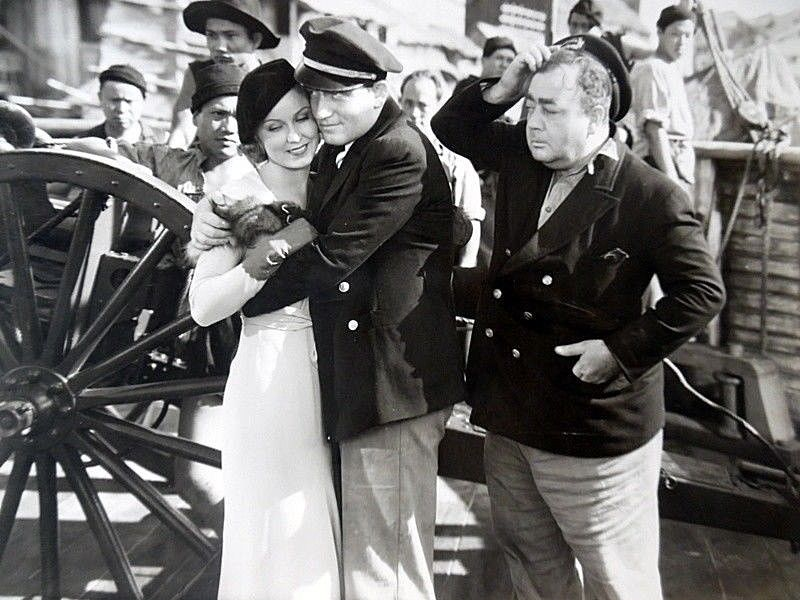
Fay Wray et Spencer Tracy, photo promotionnelle pour le film.

- Spencer Tracy : Pat Jackson
- Fay Wray : Wildeth Christie
- Ralph Morgan : Li Po Chang
- Eugene Pallette : Lobo Lonergass
- Herbert Mundin : Larsen
- Arthur Hoyt : Van Emery
- Albert Conti : Rigand
- Maude Eburne : Mrs. Glissen